# Si salvi chi può (film)
Si salvi chi può (Le Petit Baigneur) è un film del 1968 diretto da Robert Dhéry, con Louis de Funès.
Il titolo originale significa letteralmente Il piccolo bagnante.

## Trama
Il costruttore navale Louis-Philippe Fourchaume licenzia in malo modo il suo progettista André Castagnier perché, durante il varo della sua nuova creazione, la nave Inaffondabile, appena la bottiglia di champagne sbatte contro la fiancata dell'imbarcazione, vi si crea un largo foro, e per la rabbia distrugge un modello del Merluzzetto. Poco dopo il licenziamento, però, Marcello Cacciapuoti porta a Fourchaume la notizia che la piccola barca a vela Il Merluzzetto, progettata da Castagnier, ha vinto sia la Regata di San Remo che l'Oscar per la barca a vela, e che tutti i circoli velici italiani la vogliono avere. Il giorno dopo, domenica, Fourchaume e sua moglie Maria Beatrice partono alla ricerca di Castagnier per riassumerlo.
Durante la spericolata ricerca Luigi Filippo e consorte prima visitano la sgangheratissima chiesa di San Pietro, che il suo parroco, Henri Castagnier, fratello di André, definisce Notre Dame delle correnti d'aria, poi salgono con la macchina sopra il piede di Scipione, marito di Charlotte Castagnier, che viene subito portato al pronto soccorso da Cacciapuoti, salgono a piedi il faro di Jean-Baptiste Catagnier (altro fratello di Andre) senza risultato, e infine rischiano di essere investiti da un treno mentre attraversano un passaggio a livello. 
Arrivati a casa di Castagnier i guai per Fourchaume non finiscono: per poco non affoga mentre naviga su un kayak  senza fondo, nuova invenzione di André; mentre prova a spostare il trattore di Scipione, che guarda impotente col piede ingessato, distrugge il muro di cinta del giardino, copre di verderame tutti gli animali; affoga in una pozzanghera.

## Critica
La pellicola venne molto apprezzata dal pubblico: le gag e lo stile ricordano quelli del Peter Sellers di Hollywood Party (1968) o del Jacques Tati de Le vacanze del signor Hulot (1953), ossia, «da un evento insignificante si produce una reazione a catena dagli esiti imprevedibili, quanto esilaranti». Il collega attore Jacques Legras a tale proposito racconta: «Una delle scene mostra Louis che scende da un trattore. Salta a piedi uniti in una pozzanghera e scompare. Coscienzioso all'estremo, Louis resta sul fondo [...] turandosi il naso per non fare bolle! Finimmo per credere che fosse annegato!» Si salvi chi può raggiunge il quarto posto al botteghino francese del 1968.